# إياد جودة
إياد جودة هو أحد رجال الأعمال في فلسطين، أخذ شهادة بكالوريوس في الاقتصاد من جامعة بيرزيت، وأتم دراساته العليا من خلال برنامج زمالة هيوبرت همفرى في جامعة بوسطن في مجال العلوم المالية والإدارية. له دوره البارز في دعم المبادرات التنموية التي تعزز من صمود القطاع الخاص الفلسطيني وتحثه على الالتزام بواجب المسئولية الاجتماعية. كما يتمتع بخبرة 30 عام من الخبرة المتنوعة في تطوير القطاع الخاص وإستراتيجيات الأعمال.

## حياته العملية
أسس اياد العديد من المؤسسات وعمل في مجالات عدة منها:
- مؤسس ومدير عام شركة "حلول للتنمية" التي انطلقت من رؤية تسعى لِتقديم الخدمات الاستشارية للمنتفعين المعنيين بالتنمية الاقتصادية في فلسطين.

- يُسيّر دفة "حلول" نحو توفير الخدمات الداعمة للأعمال في فلسطين والتي تضم خدمات خاصة بتعزيز فرص المنشآت الصغيرة والمتوسطة في الحصول على التمويل والوصول إلى الأسواق ووضع الخطط والاستراتيجيات للتنمية الاقتصادية والصناعي والتجارية والتسويق وخدمات تطوير الأعمال.

- مساهم في تمكين بيئة الأعمال التجارية والتشريعات الحكومية، التي تساهم في رفع القدرة التنافسية للمنتجين الفلسطينيين محليا وعالميا. وتشكل شبكة علاقاته وخبرته العملية القوة الدافعة وراء تحقيق التوافق بين مصالح القطاع الخاص والقطاع العام من أجل بناء القطاع الخاص الفلسطيني.

- تولى خلال 25 عام إدارة العديد من المؤسسات بسبب خبرته في مجال تنمية القطاع الخاص، فعمل مديراً تنفيذياً لمركز التجارة الفلسطيني-بالتريد، والذي يعتبر المؤسسة الوطنية لِترويج التجارة الفلسطينية.

- مديراً للتسويق في مشروع بيت لحم عام 2000.

- مديراً عاماً لِمركز تنمية الموارد.

- مديرعام لمجموعة التنمية الاقتصادية.

- عضو مجلس الإدارة لَدى العديد من المؤسسات في القطاعين العام والخاص والمنظمات الغير حكومية، فهو يرأس مجلس إدارة "أمل لقروض الرهن العقاري" وشركة "جراند للأنظمة الهندسية".

- يشغل منصب عضو مجلس إدارة لَدى مركز التجارة الفلسطيني (بالتريد) ولدى شركة جراند بارك للفنادق والاستجمام.
- عضو في مجلس إدارة المؤسسة الفلسطينية لضمان الودائع عام 2022.[7]

- أحد مؤسسي منتدى فلسطين الدولي للأعمال وعضو مجلس إدارة فيه.
- عضو مجلس إدارة في سلطة النقد الفلسطينية.

- أمين الصندوق ورئيس لجنة التدقيق في مجلس أمناء جامعة بيرزيت، وعين عام 2024 رئيس مجلس الإدارة.[8]
- رئيس مجلس الإدارة لصندوق الإستثمار الفلسطيني لعام 2024.[9][10][11][12][13][14]